# Mac Ronay
Mac Ronay, talvolta accreditato come Mac Rooney, noto anche come Mago Alcarthy, pseudonimo di Germain Sauvard (Longueville, 20 giugno 1913 – Mougins, 21 giugno 2004), è stato un attore, mago e acrobata francese.

## Biografia
Mac Ronay iniziò la sua carriera di acrobata negli anni venti, perfezionando numeri sempre più spericolati. Nel 1936 fu tra i primi a esibirsi in motocicletta insieme a un amico in spettacoli di acrobazia del tipo "muro della morte" e simili. Nel 1938 approdò negli Stati Uniti, dove eseguì un pericolosissimo triplo salto mortale a bordo di una autovettura decappottabile.
Dopo la seconda guerra mondiale Mac Ronay decise di lasciare gli spettacoli di acrobazia, anche per via del mutamento dei gusti del pubblico, e iniziò a esibirsi nei panni del Mago Alcarthy, eseguendo giochi di prestigio nei locali notturni della capitale francese, negli intervalli tra uno spogliarello e l'altro. Sorpreso dall'ilarità causata nel pubblico da un trucco mal riuscito, ebbe l'idea di cambiare il proprio spettacolo in chiave comica, dando così vita al personaggio del mago maldestro e pasticcione che, insieme con quello del domatore delle pulci e del pianista matto, gli assicureranno il successo e la notorietà internazionale.
Durante uno dei suoi spettacoli come Mago Alcarthy venne notato da Maurice Chevalier che gli procurò una scrittura al Casino de Paris, consentendogli di effettuare un salto di qualità che lo portò presto a calcare i palcoscenici dei più noti locali di rivista parigini, tra cui l'ABC, il Bobino, il Lido e diversi altri. Mac Ronay debuttò così nel 1956 al famoso Crazy Horse con il suo stralunato personaggio, sempre impassibile nonostante i suoi trucchi magici finissero in disastri e ostinatamente restio a pronunciare in scena qualsiasi parola, a eccezione dell'esclamazione "Hep!".
Ben presto il personaggio di Mac Ronay oltrepassò le frontiere. Negli anni sessanta si esibì negli Stati Uniti a Las Vegas e a Reno, nello stato del Nevada, e venne ripetutamente ospitato dal programma televisivo The Ed Sullivan Show. Di questo periodo furono anche le sue prime apparizioni cinematografiche, la prima nel film Totò di notte n. 1, parodia del documentario Il mondo di notte diretto da Luigi Vanzi nel 1960.
Il cinema si era già accorto del valore comico che la maschera lunare e impassibile di Mac Ronay poteva portare in ruoli di contorno e fu così il regista Luigi Comencini a offrire all'artista francese la possibilità di esibirsi non come prestigiatore, ma interpretando un vero e proprio personaggio, seppure minore, nel suo film Tutti a casa. A questa pellicola fecero seguito altri ruoli in diverse opere cinematografiche, sia italiane che straniere, l'ultimo dei quali nel film Le fou du Roi, diretto da Yvan Chiffre nel 1984.
Apparve spesso sul piccolo schermo, in particolare in Italia, dove, negli anni sessanta e settanta, fu una presenza fissa in spettacoli musicali quali Studio Uno, nonché controparte del famoso mago Silvan in Sim Salabim. A metà anni sessanta fu anche protagonista di una serie di cortometraggi per il programma pubblicitario Carosello, molto particolari per l'epoca in quanto completamente muti: vi pronunciava una sola parola, alla fine di ogni scenetta, cioè il nome del prodotto reclamizzato (la salsa di pomodoro Pomito).
Nel 1989 il Ministro della Cultura francese Jack Lang conferì a Mac Ronay il titolo di "Chevalier des Arts et des Lettres", onorificenza solitamente accordata ad artisti e letterati e su cui qualcuno commentò che in questa occasione era servita a celebrare un artista che nella sua carriera di lettere ne aveva usate davvero assai poche. Proprio durante questa cerimonia Mac Ronay annunciò l'intenzione di ritirarsi a vita privata, al termine di un percorso artistico durato oltre 60 anni.

## Vita privata
Mac Ronay ebbe un figlio, Mac Ronay Junior, che ne proseguì l'attività, imitandone stile e sketch.

## Filmografia

### Cinema
- Miss spogliarello (En effeuillant la marguerite), regia di Marc Allégret (1956) - non accreditato
- Europa di notte, regia di Alessandro Blasetti (1959)
- Risate di gioia, regia di Mario Monicelli (1960)
- Tutti a casa, regia di Luigi Comencini (1960)
- L'assassino, regia di Elio Petri (1961)
- Totò di notte n. 1, regia di Mario Amendola (1962)
- I motorizzati, regia di Camillo Mastrocinque (1962)
- Due contro tutti, regia di Alberto De Martino e Antonio Momplet (1962)
- Il mio amico Benito, regia di Giorgio Bianchi (1962)
- Il giorno più corto, regia di Sergio Corbucci (1963)
- In famiglia si spara (Les Tontons flingueurs), regia di Georges Lautner (1963)
- Caccia alla volpe, regia di Vittorio De Sica (1966)
- La notte dei generali (The Night of the Generals), non accreditato, regia di Anatole Litvak (1967)
- L'ala o la coscia? (L'aile ou la cuisse), regia di Claude Zidi (1976)
- L'ange gardien, regia di Jacques Fournier (1978)
- Le fou du Roi, regia di Yvan Chiffre (1984)

### Televisione
- Das ist das Letzte - Ein Sil-Western, regia di Alexander Arnz - film TV (1960)
- Paris ist eine Reise wert, regia di Paul Martin - film TV (1966)
- Feest - film TV (1970)
- Top à... - serie TV, episodio 1x10 (1972)
- Avis de recherche - serie TV, 1 episodio (1990)

## Trasmissioni televisive (parziale)
- Studio Uno - varietà TV
- Il buono e il cattivo, regia di Giuseppe Recchia - varietà TV (1972)
- C'era due volte, regia di Enzo Trapani - varietà TV (1980)